# Paratoradjia indosinensis
Paratoradjia indosinensis is een pissebed uit de familie Scleropactidae. De wetenschappelijke naam van de soort is voor het eerst geldig gepubliceerd in 1948 door Arcangeli.